# Johannes Heesters

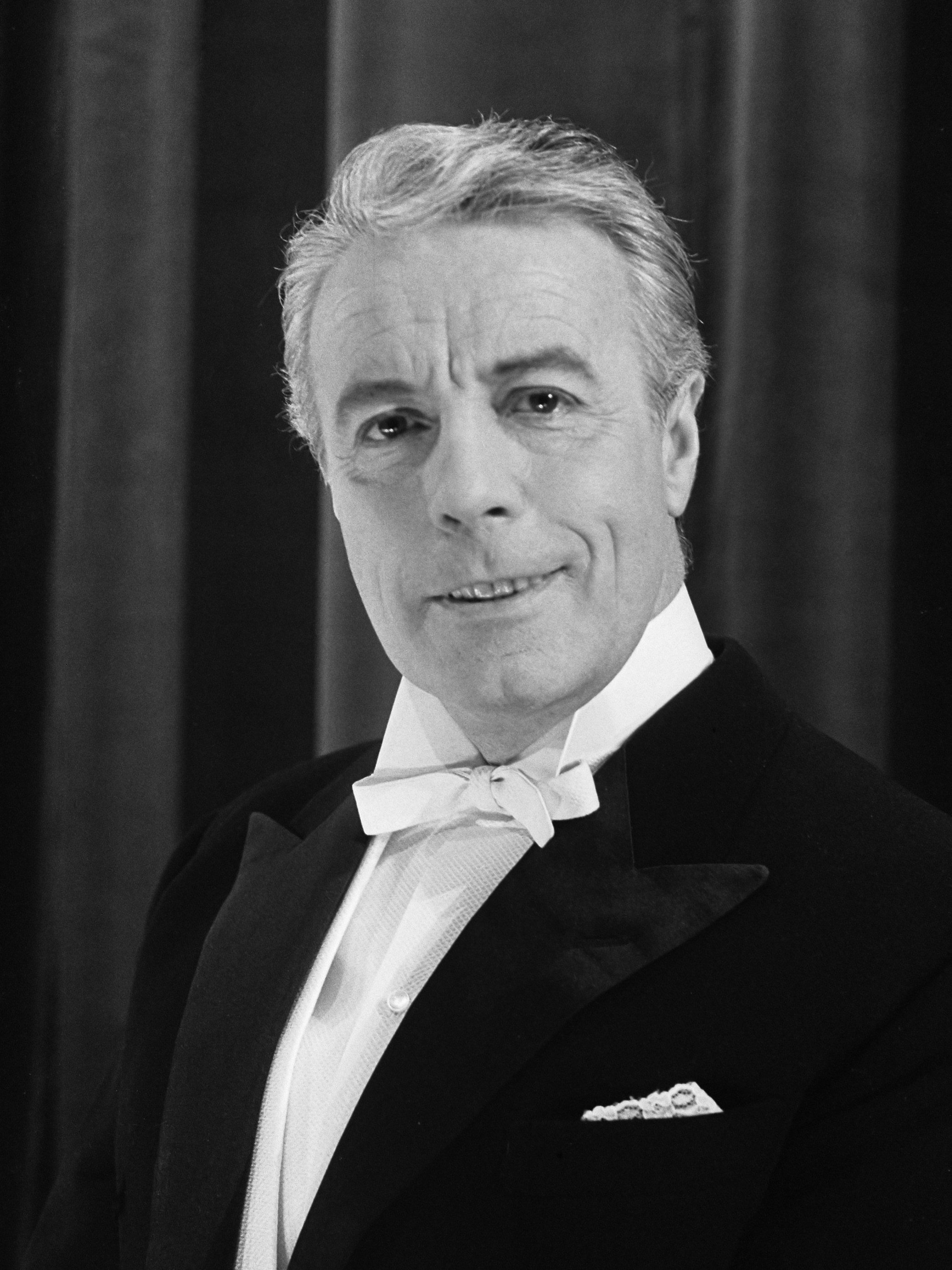
Johannes Heesters (1964)

Johannes „Jopi(e)“ Heesters, eigentlich Johan Marius Nicolaas Heesters, (* 5. Dezember 1903 in Amersfoort, Niederlande; † 24. Dezember 2011 in Starnberg, Deutschland) war ein von 1936 bis zu seinem Tod in Deutschland lebender und arbeitender niederländischer Schauspieler und Sänger (Tenor), der nach allgemeinen Angaben die niederländische und österreichische Staatsbürgerschaft besaß. Er galt in seinen letzten Lebensjahren als der weltweit älteste noch aktive darstellende Künstler. Insgesamt stand er 90 Jahre auf der Bühne und 87 Jahre vor der Kamera.

## Leben

### Ausbildung und erste Erfolge

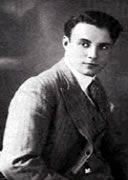
Heesters 1919 im Alter von 16 Jahren

Der jüngste von vier Söhnen des Kaufmanns Jacobus Heesters (1865–1946) und seiner Ehefrau Geertruida Jacoba, geborene van den Heuvel (1866–1951), begann nach seiner Schulzeit zunächst eine kaufmännische Lehre. Mit 16 Jahren fasste Heesters den Entschluss, Schauspieler zu werden, und gründete eine eigene Theatergruppe. Er absolvierte eine Gesangs- und Schauspielausbildung am Amsterdamer Operettentheater und erhielt bald eine Reihe von Engagements; 1921 hatte er seine ersten Bühnenauftritte in Stücken von William Shakespeare und August Strindberg.
1924 spielte er eine Nebenrolle in seinem ersten Film, dem Stummfilm Cirque Hollandais, unter der Regie von Theo Frenkel. Im Dezember 1927 sang er bei Harry Frommermann vor, der die Gesangsgruppe Comedian Harmonists gründete, lehnte ein Engagement jedoch ab, als dieser ihm sagte, er würde für die nächsten Monate keine Gage bezahlen können.

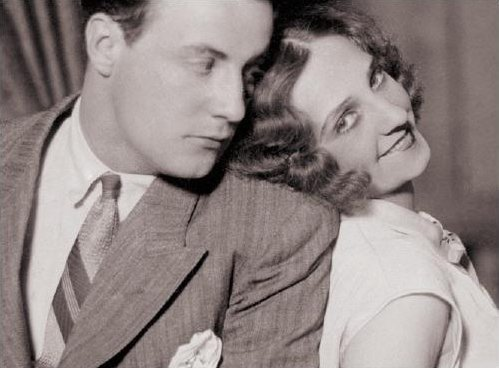
Heesters 1928 mit Louisa ‚Wiske‘ Ghijs, die zwei Jahre später seine Ehefrau wurde

1930 heiratete Heesters die belgische Schauspielerin Louisa Ghijs (genannt Wiske), mit der er bis zu ihrem Tod 1985 verheiratet blieb. Der Ehe entstammen zwei Töchter, Louise Paula ‚Wiesje‘ Herold-Heesters (* 1931, Pianistin in Wien) und Nicole Heesters (Schauspielerin in Hamburg). Heesters’ Schwiegersohn war der Bühnenbildner Pit Fischer, zu seinen Enkeln gehört die Schauspielerin Saskia Fischer.
1932 übernahm er seine erste Gesangsrolle und spielte in der Folge in diversen Operetten. 1934 debütierte er mit Millöckers Bettelstudent an der Wiener Volksoper. 1935 entstand in den Wien-Film-Ateliers der Film Alles für die Firma, in dessen parallel gedrehter niederländischer Sprachfassung De vier Mullers Heesters in der Rolle des Otto zu sehen war. Es folgten Bühnenauftritte in Salzburg und in der Tschechoslowakei. Im gleichen Jahr kündigte die Amsterdamer Majestic-Film die Produktion eines letztlich nie realisierten „großen holländischen Operettenfilms“ (Regie: Haro van Peski) mit Heesters in der Hauptrolle an.

### Heesters im nationalsozialistischen Deutschen Reich
1936 wechselte Heesters, abgeworben an die dortige Komische Oper, nach Berlin, wo er fortan in zahlreichen Operettenverfilmungen und Musikfilmen mitwirkte. Noch im selben Jahr spielte er unter der Regie von Georg Jacoby in der UFA-Verfilmung des Bettelstudenten; es folgten die Musikfilme Das Hofkonzert (1936) und Gasparone (1937). Vom Berliner Publikum erhielt er seinen Spitznamen „Jopie“. Am Silvestertag 1938 gab er erstmals den Grafen Danilo in der Lustigen Witwe am Münchner Gärtnerplatztheater – eine Rolle, die er danach über viereinhalb Jahrzehnte hinweg bis 1983 mehr als 1600-mal spielte und zu seiner Paraderolle ausbaute. Adolf Hitler besuchte mehrere der ersten Aufführungen. Die vor der Besetzung des Landes durch die Wehrmacht im Jahr 1940 unabhängige Presse in den Niederlanden verfolgte die Karriere Heesters’ im Deutschen Reich überwiegend mit Wohlwollen. Seine deutschen Filme erhielten in den Niederlanden praktisch ausnahmslos positive Kritiken und liefen auch nach 1940 mit großem Erfolg in den dortigen Kinos.

“Voorts bevat het programma nog twee Johan Heesters-films, waarmee onze landgenoot ongetwijfeld opnieuw groote successen zal oogsten. ‚Zal mijn vrouw zwijgen?‘ is een vermakelijke huwelijkscomedie, […] zijn tweede film is een pompeuze operettefilm; onder regie van George [sic] Jacoby zal men Millöckers „Gasperone“ [sic] verfilmen.”

„Außerdem enthält das Programm noch zwei Johan-Heesters-Filme, mit denen unser Landsmann zweifellos erneut großen Erfolg ernten wird. ‚Zal mijn vrouw zwijgen?‘ [Originaltitel: Wenn Frauen schweigen] ist eine unterhaltsame Ehekomödie, sein zweiter Film ist hingegen eine aufwendige Operettenverfilmung; unter der Regie von Georg Jacoby wird man Millöckers Gasparone verfilmen.“

“In Luxor kan men deze week ‚Immer nur… du‘, met Johan Heesters nog gaan zien. De groote belangstelling er voor noopte Luxor’s directie deze operette-film te prolongeeren.”

„Im Luxor ist diese Woche noch Immer nur … Du! mit Johan Heesters zu sehen. Das große Publikumsinteresse zwang die Luxor-Direktion, die Spielzeit dieses Operettenfilms zu verlängern.“

Heesters fiel bei niederländischen Widerstandsgruppen zunehmend in Ungnade. Deshalb war er in seinem Heimatland kein Publikumsliebling, sondern wurde teilweise als Kollaborateur bzw. als Mitläufer aus Karrieregründen betrachtet, der in deutschen Diensten gestanden habe, als sein Heimatland von der Wehrmacht besetzt war.
Heesters wurde mehrmals vorgeworfen, dass er in der Zeit des Nationalsozialismus in Deutschland aufgetreten war. In den 1990er Jahren wurde bekannt, dass Heesters – wie 500 weitere Schauspieler – von Joseph Goebbels 1944 auf die sogenannte Gottbegnadeten-Liste gesetzt worden war. Heesters bekam den Zusatz „Ausländer“.
Sympathiebekundungen von ihm für das Regime sind nicht bekannt. Er nahm weder die deutsche Staatsangehörigkeit an, noch war er NSDAP-Mitglied. Noch 1938 gastierte er in den Niederlanden in einer Theatergruppe unter der Leitung des aus Hitler-Deutschland in die Niederlande geflohenen jüdischen Künstlers Fritz Hirsch. Andererseits distanzierte er sich nicht explizit vom Nationalsozialismus und der deutschen Politik. Heesters gab später an, er sei an Politik nicht interessiert gewesen und habe versucht, seine Familie herauszuhalten und zu schützen.

### Heesters in der Nachkriegszeit
Heesters’ Filme wurden – im Gegensatz zu einigen Filmen mit Heinz Rühmann – nach dem Krieg vom Alliierten Kontrollrat nicht als NS-Propaganda eingestuft, sie hätten dem NS-Regime nur zur Ablenkung und Ruhigstellung der Bevölkerung gedient. Die 1944 von der Terra Film produzierte Operettenverfilmung Die Fledermaus wurde nach dem Zweiten Weltkrieg von der Schnittmeisterin Alice Ludwig fertiggestellt. Am 16. August 1946 wurde der Film in Ost-Berlin als erste deutschsprachige Produktion in der sowjetischen Besatzungszone uraufgeführt. Die Terra-Film blieb im Presseheft zum Film ungenannt. Der unpolitische Film erwies sich als großer Erfolg und spielte in der Folgezeit 20 Millionen Mark ein. Die Firma Artkino zeigte den Film mit beachtlichem Erfolg in New York und anderen Städten der USA. 1949 war der Film auch in Kinos der französischen Besatzungszone zu sehen.
Heesters konnte seine Karriere nach dem Krieg fortsetzen und sang in Wien, München und Berlin. Das Auftrittslied des Grafen Danilo – Da geh’ ich ins Maxim – aus der Operette Die lustige Witwe von Franz Lehár wurde durch Heesters zum Evergreen.
1953 engagierte ihn Otto Preminger für den Film Die Jungfrau auf dem Dach nach Hollywood. In den 1960er und 1970er Jahren war er in zahlreichen Fernsehfilmen, Theateraufzeichnungen und Fernsehshows zu sehen.
1978 erschienen seine Memoiren: Es kommt auf die Sekunde an.

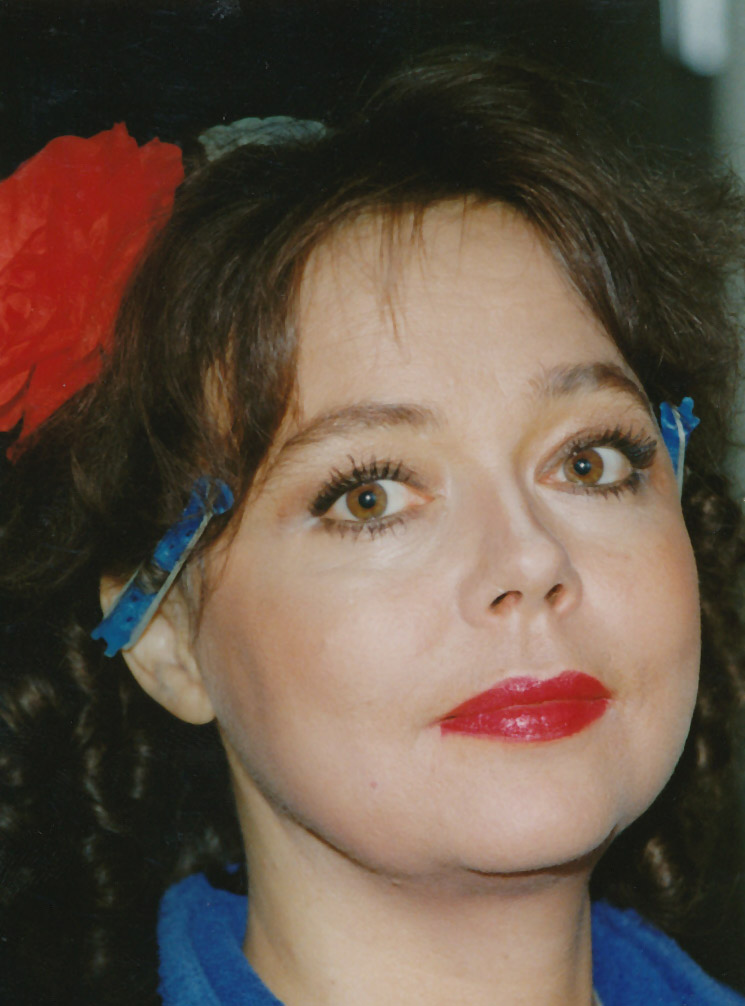
Simone Rethel, zweite Ehefrau von Johannes Heesters

1992 heiratete Heesters die Schauspielerin Simone Rethel. Von 1996 bis zum Sommer 2001 spielte er neben seiner Frau in dem von Curth Flatow für ihn geschriebenen Stück Ein gesegnetes Alter. Dies trug ihm 1997 sogar einen Vermerk im Guinness-Buch der Rekorde ein – als weltweit ältester Schauspieler, der über 250-mal en suite in der Hauptrolle eines Drei-Stunden-Stücks auf der Bühne stand. Im Jahr 2005 ging Heesters mit dem Deutschen Filmorchester Babelsberg auf Tournee und gastierte in sieben deutschen Großstädten. Zudem war er unmittelbar vor seinem 102. Geburtstag Stargast bei einer Feierveranstaltung zum 140-jährigen Bestehen des Staatstheaters am Gärtnerplatz in München.
Im Dezember 2006 gastierte Heesters als Solist gemeinsam mit Katja Riemann im Konzertprogramm Stars go swing der Big Band The Capital Dance Orchestra in mehreren Vorstellungen im Admiralspalast Berlin.
Heesters erhielt insgesamt zehnmal den Bambi. 2001 wurde er mit der Platin Romy für sein Lebenswerk geehrt. 2004 trat er in Köln viermal in der Rolle des Herrn im Jedermann von Hofmannsthal auf. Bei der Jubiläumsgala 2004 der Elblandfestspiele Wittenberge wurde ihm der Titel Kammersänger durch den brandenburgischen Ministerpräsidenten Matthias Platzeck und Intendant Heiko Reissig verliehen. Von August bis Oktober 2006 fand die erste Ausstellung über Heesters in der Berliner Akademie der Künste statt, die er persönlich mit einem Liederabend eröffnete.
Am Neujahrstag 2008 stürzte Heesters in seinem Ferienhaus im österreichischen Alpbach und zog sich schwere Verletzungen zu, von denen er sich aber rasch erholte.
Mitte Februar 2008 trat Heesters nach mehr als 40 Jahren wieder in seinem Heimatland, in seiner Geburtsstadt Amersfoort, auf. In den 1960er Jahren war er in Amsterdam von der Bühne gebuht worden, nun aber erhielt er stehende Ovationen. Im selben Jahr übernahm Heesters eine Nebenrolle in der Komödie 1 1/2 Ritter – Auf der Suche nach der hinreißenden Herzelinde von Til Schweiger. Dies war sein erster Auftritt in einem Kinofilm seit Otto – Der Film aus dem Jahr 1985.

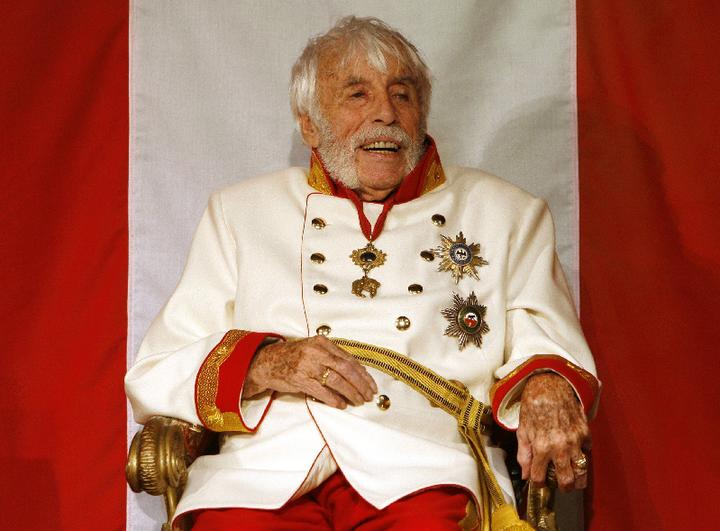
Johannes Heesters als Kaiser Franz Joseph I. (2008)

Im Dezember 2008 sorgte Heesters mit einer Äußerung für Aufsehen. In einem Interview für die niederländische Satire-Fernsehshow De Jakhalzen (deutsch: Die Schakale) wurde dem bald 105-Jährigen vor laufender Kamera die Frage gestellt: „Was dat eigenlijk een aardige man? Adolf Hitler?“ (deutsch: „War das eigentlich ein netter/guter Kerl? Adolf Hitler?“). Heesters antwortete: „Adolf Hitler, ja Gott, ich kenn den Mann wenig. Ein Kerl, weißt du, das war er.“ Auf die Nachfrage des Interviewers „Wat? Een …?“ (deutsch: „Was? Ein …?“) sagte Heesters: „Ein guter Kerl.“ Nach einem Einwand seiner Frau, Hitler sei doch kein „guter Kerl“ gewesen, schränkte er ein: „Nun ja, das war er nicht, aber er war nett zu mir.“ Daraufhin wies sie ihn mit Hinweis auf Hitlers Verbrechen zurecht. Später kritisierte sie, die Antwort sei ihrem Mann „in den Mund gelegt“ worden. Er blieb zunächst bei seiner Äußerung und entschuldigte sich wenige Tage später in der Fernsehsendung Wetten, dass..? Der Stern wies darauf hin, dass der hochbetagte Heesters das provozierende Satirespiel kaum durchschaut hatte.

### Rechtsstreit um Auftritt im KZ

#### Vorwurf im Jahr 1976
1976 warf ein niederländischer Journalist Heesters vor, 1941 das KZ Dachau besichtigt und einen vergnügten Auftritt vor der SS gehabt zu haben. „Heesters singt für SS“ titelten Zeitungen und zeigten ein Foto, auf dem das Dachauer Häftlingsorchester vor Heesters musiziert. Der KZ-Kommandant Alexander Piorkowski hatte ihn eingeladen. Heesters stritt den Besuch nicht ab, wohl aber, dort aufgetreten zu sein. Er betonte, als Ensemblemitglied des Münchner Gärtnerplatztheaters für nationalsozialistische Propaganda benutzt worden zu sein und den Besuch im KZ bereut zu haben. Im Jahr 1978 schrieb er in seiner Autobiografie: „Das Lager wirkte auf uns wie ein typisches Soldatenlager, es sah so aus wie ein Arbeitsdienst- oder Hitlerjungenlager, die man aus den Illustrierten kannte. Wir trafen ein, heuchelten Interesse, ein Soldat knipste uns mit seiner Privatbox, und wir fuhren wieder nach Hause. Am Abend, so glaube ich, hatte ich bereits wieder Vorstellung.“

#### Klage auf Unterlassung und Widerruf
Heesters Frau Simone stieß 2006 im Nachlass des ehemaligen Gärtnerplatz-Intendanten Fritz Fischer auf ein Fotoalbum mit einer Zueignung des Lagerkommandanten Alexander Piorkowski: „Den lieben Künstlern, die uns am 21.5.1941 durch einen frohen und heiteren Nachmittag im K.L. Dachau erfreuten, gewidmet“. Keines der vollständig erhaltenen Fotos in dem Album zeigt Heesters bei einem Auftritt für die Lager-SS. Auf einem Gruppenbild sieht man einige Mitglieder des Gärtnerplatzensembles im Kostüm, Johannes Heesters hingegen im Trenchcoat. Im August 2006 dementierte Heesters in einer Talkshow im Fernsehen erneut: „Ich schwöre es bei meiner Familie – es ist nicht wahr!“ Albert Knoll, Archivar der KZ-Gedenkstätte Dachau, erklärte, dass es durchaus üblich gewesen sei, Prominenten nach einer Führung durch das Lager ein Fotoalbum zu schenken.
Der Publizist Volker Kühn äußerte sich im Februar 2008 im Interview mit einer niederländischen Zeitung über einen Auftritt Heesters’ vor der Wachmannschaft der SS im Konzentrationslager Dachau am 21. Mai 1941. Heesters erhob beim Landgericht Berlin Klage auf Unterlassung. Kühn berief sich auf den ehemaligen Häftling Viktor Matejka, der im Mai 1990, von Kühn interviewt, geäußert hatte, er habe bei Heesters’ Auftritt „den Vorhang gezogen“. Jürgen Trimborn mahnte demgegenüber zur Vorsicht, da Matejka von einem Auftritt bei Dunkelheit gesprochen, Heesters’ Besuch im Lager aber am Nachmittag stattgefunden habe. Heesters’ Anwalt Gunter Fette beschrieb die propagandistischen Führungen durch das KZ vor Gericht: „Man muss sich das wie eine Art ‚Tag der offenen Tür‘ vorstellen.“
Die Klage wurde am 16. Dezember 2008 abgewiesen. Die Widmung des Fotoalbums vom 21. Mai 1941 wurde als Anhaltspunkt für einen möglichen Auftritt gewertet. Heesters habe nicht bewiesen, dass die beanstandeten Äußerungen Kühns unwahr seien. Heesters ging in Berufung. Im April 2010 endete der Streit mit einem Vergleich. Nachdem Kühn erklärt hatte, er werde Heesters künftig nicht mehr als Lügner bezeichnen, wenn er einen Auftritt in Dachau bestreite, erklärten beide Seiten den Rechtsstreit in der Hauptsache für erledigt und Heesters übernahm die Kosten.

### Späte Jahre 1990–2011

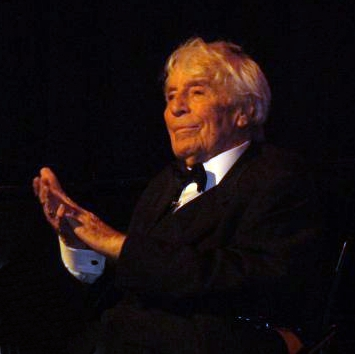
Heesters im März 2006 in Osnabrück

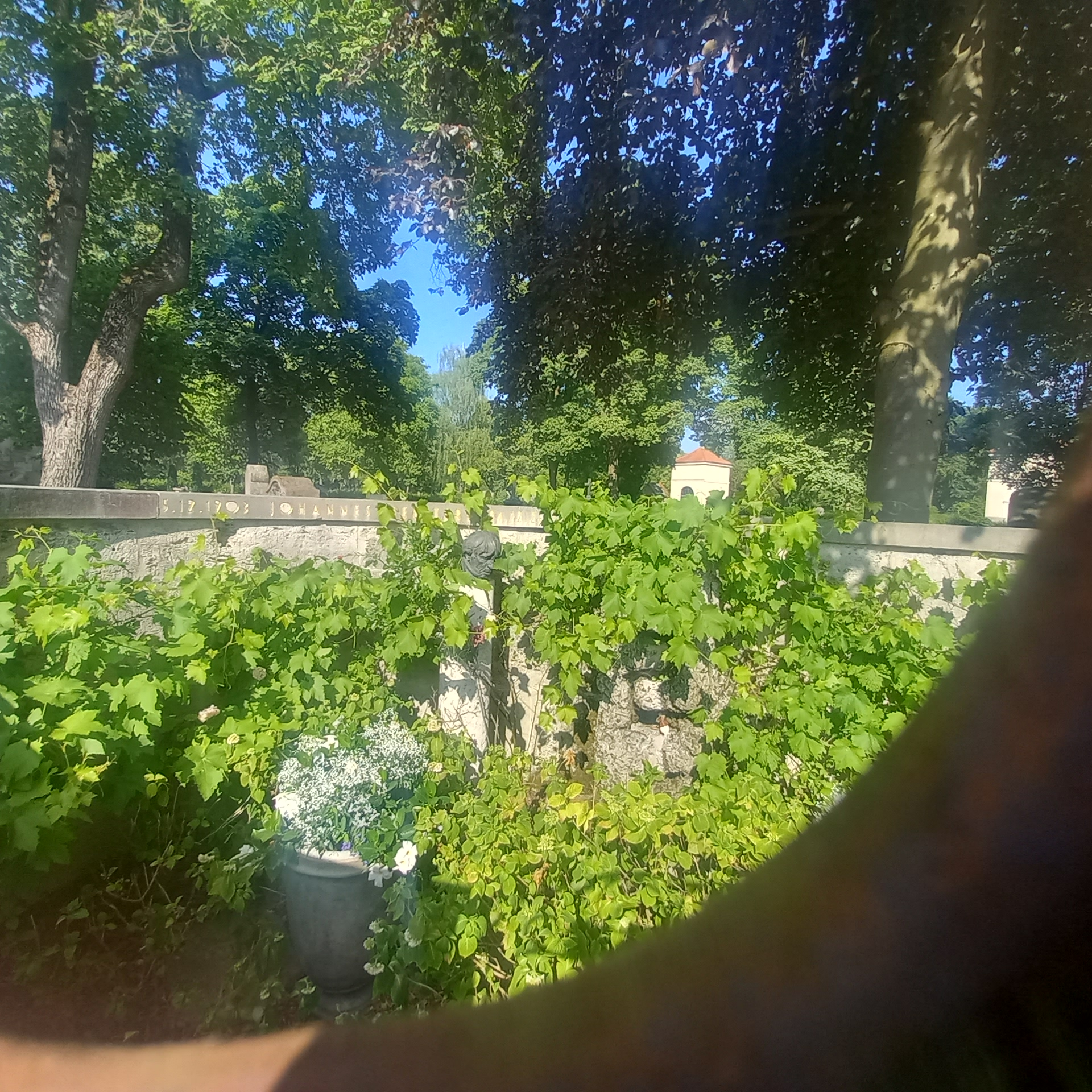
Das Grab von Johannes Heesters auf dem Nordfriedhof (München)

Heesters lebte bis zu seinem Tod im Landkreis Starnberg. Infolge einer Makuladegeneration und eines 2007 aufgetretenen Glaukoms verlor Heesters zunehmend an Sehkraft und erblindete 2009 vollständig.
2003 stand er mit 99 Jahren von September bis November auf der Bühne der Komödie im Marquardt in Stuttgart. Im Juni 2009 spielte er 105-jährig am Alten Schauspielhaus Stuttgart im Jedermann die Rolle Gott. Die Stadt Wien ehrte Heesters zu seinem 106. Geburtstag mit einer Feierstunde, zu der Veranstaltung im Steinernen Saal des Rathauses kamen zahlreiche Prominente. Am 8. Dezember 2009 trug er in einem Konzert des Wiener Robert-Stolz-Clubs aus Karl Millöckers Operette Der Bettelstudent das Lied „Ich knüpfte manche zarte Bande“ und den Operettenschlager „Da geh ich ins Maxim“ vor. Vom 28. Juli 2010 (Voraufführung) bzw. 30. Juli 2010 (Premiere) an stand Heesters in Rolf Hochhuths Inselkomödie für einige Vorstellungen auf der Bühne des Berliner Theaters am Schiffbauerdamm. In dem Musical sang Heesters nicht, sondern sprach zwei kurze Monologe. Heesters habe in dem Stück unbedingt „eine kleine Vorbeigehrolle“ spielen wollen, sagte der Komponist des Werkes, Florian Fries. Außerdem wirkte er 2011 in dem Kurzfilm „Ten“ als Petrus mit.
Kurz vor seinem 108. Geburtstag am 5. Dezember 2011 musste Heesters wegen eines Schwächeanfalls einige Tage im Krankenhaus verbringen. Dabei wurde ihm ein Herzschrittmacher eingesetzt. Seinen Geburtstag verlebte er zu Hause im Kreis seiner Familie. Am 17. Dezember wurde er auf die Intensivstation des Starnberger Klinikums eingeliefert, wo er am 24. Dezember im Beisein seiner Frau und seiner Tochter Wiesje an den Folgen eines Schlaganfalls starb. Die Beerdigung fand am 30. Dezember 2011 auf dem Nordfriedhof in München statt. Heesters galt vor seinem Tod als der zweitälteste in Deutschland lebende Mann. Sein umfangreicher schriftlicher Nachlass befindet sich im Archiv der Akademie der Künste in Berlin. Ende 2019 nahm Simone Rethel-Heesters seine Homepage vom Netz.

## Filmografie

### Kino
- 1924: Cirque hollandais
- 1933: Hollandsch Hollywood
- 1934: Die bleiche Bet (Bleeke Bet)
- 1935: De vier Mullers
- 1935: Alles für die Firma
- 1936: Die Leuchter des Kaisers
- 1936: Der Bettelstudent
- 1936: Das Hofkonzert
- 1934: Die Weltmeisterin
- 1937: Wenn Frauen schweigen
- 1937: Gasparone
- 1938: Nanon
- 1938: Immer, wenn ich glücklich bin
- 1939: Hallo Janine
- 1939: Das Abenteuer geht weiter
- 1939: Meine Tante – Deine Tante
- 1940: Liebesschule
- 1940: Die lustigen Vagabunden
- 1940: Rosen in Tirol
- 1941: Immer nur Du
- 1941: Jenny und der Herr im Frack
- 1941: Illusion
- 1934: Der Trichter Nr. 12
- 1943: Karneval der Liebe
- 1943: Großstadtmelodie
- 1944: Es lebe die Liebe
- 1944: Glück bei Frauen
- 1944: Es fing so harmlos an
- 1944/46: Die Fledermaus
- 1944/48: Frech und verliebt
- 1946: Der König streikt (Renée XIV.) (unvollendet)
- 1947: Wiener Melodien
- 1948: Frech und Verliebt
- 1949: Zweimal verliebt (Liebe Freundin)
- 1950: Wenn eine Frau liebt
- 1950: Hochzeitsnacht im Paradies
- 1951: Professor Nachtfalter
- 1951: Tanz ins Glück
- 1951: Die Csardasfürstin
- 1952: Im weißen Rößl
- 1953: Die geschiedene Frau
- 1953: Wolken sind überall (The Moon Is Blue)
- 1953: Die Jungfrau auf dem Dach
- 1953: Schlagerparade
- 1953: Hab’ ich nur Deine Liebe
- 1953: Liebeskrieg nach Noten
- 1955: Bel Ami
- 1955: Stern von Rio
- 1955: Gestatten, mein Name ist Cox
- 1956: …und wer küßt mich? (Ein Herz und eine Seele)
- 1956: Opernball
- 1956: Heute heiratet mein Mann
- 1957: Viktor und Viktoria
- 1957: Von allen geliebt
- 1958: Bühne frei für Marika
- 1958: Frau im besten Mannesalter
- 1959: Besuch aus heiterem Himmel
- 1959: Die unvollkommene Ehe
- 1961: Junge Leute brauchen Liebe
- 1985: Otto – Der Film
- 2008: 1½ Ritter – Auf der Suche nach der hinreißenden Herzelinde

### Fernsehen (Auswahl)
- 1956: Meine Schwester und ich
- 1959: Nocturno im Grand Hotel
- 1960: Am grünen Strand der Spree (Fernsehserie, Teil 5)
- 1961: Heut gehn wir ins Maxim
- 1962: Nicht zuhören meine Damen!
- 1962: Ein zärtrliches Lied
- 1962: Mein Bruder Jacques
- 1963: Der Professor und der Fan – Club
- 1963: Ein netter Kerl
- 1963: Es kommt auf die Sekunde an
- 1963: Er soll dein Herr sein (Komödie von George O’Brien)
- 1963: Ich hab mich so an dich gewöhnt – Ein Besuch bei Bully Buhlan (Fernsehserie, 1 Folge)
- 1963: Die lustige Witwe
- 1965: Leider lauter Lügen
- 1965: Viktoria und ihr Husar
- 1965: Ja, das alles auf Ehr wünschen wir – und noch mehr!
- 1966: Hochzeitsnacht in Paris
- 1968: Wenn die kleinen Veilchen blüh’n
- 1968: Unsere liebste Freundin
- 1970: Der Kommissar (Fernsehserie, Folge 17) – Parkplatz-Hyänen
- 1971: Gastspiele
- 1973: Hallo – Hotel Sacher … Portier! (Fernsehserie, Folge 2)
- 1973: Paganini
- 1973: Die Welt des Robert Stolz
- 1973: Eine Frau bleibt eine Frau (Fernsehserie)
- 1974: Hochzeitsnacht im Paradies
- 1975: Baby Hamilton oder das kommt in den besten Familien vor
- 1979: Träume kann man nicht verbieten
- 1980: Die Alten kommen
- 1980: Liebe bleibt nicht ohne Schmerzen
- 1982: Sonny Boys (mit Carl-Heinz Schroth)
- 1985: Ich knüpfte manche zarte Bande
- 1984: Die schöne Wilhelmine (Fernsehserie, 3 Folgen)
- 1989–1993: Zwei Münchner in Hamburg (Fernsehserie, 33 Folgen)
- 1991: Altes Herz wird nochmal jung
- 1993: Geschichten aus der Heimat – Blattschuß
- 1993: Musik liegt in der Luft
- 1995: Silent Love
- 1995: Zwei alte Hasen (Fernsehserie, Folge Grandhotel)
- 1995: Zwischen Tag und Nacht
- 1996: Ein gesegnetes Alter
- 1999: Theater: Momo
- 2001: Otto – Mein Ostfriesland und mehr
- 2002: Alphateam – Die Lebensretter im OP (Fernsehserie, Folge 181)
- 2003: Zurück ins Leben (Fernsehserie In aller Freundschaft)
- 2008: Wege zum Glück (ZDF, Folge 726)
- 2011: Ten – Sündige und du wirst erlöst (Kurzfilm)

## Diskografie
- 1930: Freuderl, mir geht es heut’ so gut / Ich lade Sie ein, Fräulein / Mein Mädel ist nur eine Verkäuferin
- 1936: Ich knüpfte manche zarte Bande / Nimm mein Herz in Deine Hände
- 1936: Eine Frau, so wie Du / Heimatlied
- 1937: Ich werde jede Nacht von Ihnen träumen / Einmal von Herzen verliebt sein
- 1937: Du hast mich noch nie so geküßt / Nimm mein Herz in Deine Hände
- 1938: So verliebt wie heut’ war ich nie / Mein Herz liegt Dir zu Füßen
- 1939: Jede Frau hat ein süßes Geheimnis / Meine Welt, die bist Du
- 1940: Lippen schweigen, ’s flüstern Geigen / Da geh’ ich ins Maxim
- 1941: Bist du’s, lachendes Glück? / Eine nach der anderen
- 1941: Man müßte Klavier spielen können / Liebling, was wird nun aus uns beiden?
- 1941: Mein Ahnherr war der Luxemburg / Wann sagst du ja?
- 1942: Durch Dich wird diese Welt erst schön / Karussell
- 1949: Ich spiel mit Dir (Und Du mit mir) / Ein Glück, daß man sich so verlieben kann
- 1949: Tausendmal möcht’ ich Dich küssen / Das kommt mir Spanisch vor
- 1950: Es kommt auf die Sekunde an / Alle Wege führen mich zu Dir
- 19??: Sehnsucht nach Dir / Das ist die Nacht uns’rer Liebe
- 1966: O, mooie molen / Wir sind zwei gute Kameraden
- 1998: Ich werde 100 Jahre alt
- 2006: Bunte Tulpen (mit Hein Simons)
- 2006: Ich danke Gott für all die schönen Jahre
- 2007: Generationen (mit Claus Eisenmann)

## Auszeichnungen
| - 1967: Ehrenpreis der Stadt Wien - 1967: Bambi - 1975: Filmband in Gold für langjähriges und hervorragendes Wirken im deutschen Film - 1982: Johannes-Heesters-Ring des Theaters an der Wien - 1982: Ehrenmitgliedschaft des Theaters des Westens Berlin - 1983: Medaille München leuchtet - 1983: Ehrenmitgliedschaft des Gärtnerplatztheaters München - 1984: Ehrenmitgliedschaft der Volksoper Wien - 1984: Bayerischer Verdienstorden - 1985: Goldener Nürnberger Trichter der Nürnberger Trichter Karnevalsgesellschaft - 1987: Bambi - 1990: Bambi - 1993: Verdienstorden des Landes Berlin - 1996: Publikumspreis Goldener Vorhang von Berlin als beliebtester Schauspieler der Spielzeit 95/96 - 1997: Bambi - 1999: Ehrenring der Stadt Wien | - 1999: Silbernes Blatt der Dramatiker Union - 2000: DIVA-Award - 2001: Romy in Platin für sein Lebenswerk - 2002: Goldene Kamera für sein Lebenswerk - 2003: Krone der Volksmusik für sein Lebenswerk - 2003: Bambi - 2004: Verleihung des Ehrentitels Kammersänger - 2005: Stier der Hohensalzburg in Gold für sein Lebenswerk, Herzlichkeit und Humor - 2006: Ehrenpreis des Radio Regenbogen Award - 2007: Bambi - 2008: Bambi - 2008: Ehrenmitglied der Europäischen Kulturwerkstatt e. V. (EKW) Berlin-Wien - 2009: Bambi - 2009: Goldene Wien-Plakette - 2010: Bambi - 2011: Bambi |

## Johannes-Heesters-Archiv
Im Juni 2004 übergab Heesters sein umfangreiches Privatarchiv als Vorlass an die Sammlungen der Berliner Akademie der Künste. Neben einigen tausend Fotos gehören dazu etwa 100.000 private Schriftstücke und amtliche Dokumente, die seither schrittweise für die elektronische Recherche katalogisiert werden.